# Równanie Drake’a
Równanie Drake’a – wzór próbujący określić, ile cywilizacji technologicznych istnieje w naszej Galaktyce. Zaproponował je dr Frank Drake w latach 60. XX wieku. Głównym celem równania nie jest dokładne określenie liczby cywilizacji – ma ono na celu raczej dokładniejsze zrozumienie mechanizmów, które wpływają na szanse powstania takich cywilizacji.

## Równanie

### Równanie ogólne
Równanie Drake’a określa wzór:
{\displaystyle N=(R_{\star }\cdot f_{p}\cdot n_{e}\cdot f_{l}\cdot f_{i}\cdot f_{c})\cdot L,}
gdzie:
{\displaystyle N} – liczba cywilizacji pozaziemskich, z którymi ludzkość może się komunikować (czyli z założenia cywilizacji technologicznych),
{\displaystyle R_{\star }} – szybkość powstawania gwiazd w naszej Galaktyce,
{\displaystyle f_{p}} – odsetek gwiazd, które mają planety,
{\displaystyle n_{e}} – średnia liczba planet znajdujących się w ekosferze gwiazdy, tj. na których może powstać życie,
{\displaystyle f_{l}} – odsetek planet w ekosferze, na których życie powstanie,
{\displaystyle f_{i}} – odsetek planet zamieszkanych, na których życie rozwinie inteligencję (czyli stworzy cywilizację),
{\displaystyle f_{c}} – odsetek cywilizacji, które będą chciały komunikować się z ludzkością,
{\displaystyle L} – średni czas istnienia takich cywilizacji.

### Równanie skrócone
Współczynniki podane w nawiasie mogą zostać zastąpione przez {\displaystyle R_{cc},} przez co równanie można w skrócie zapisać:
{\displaystyle N=R_{cc}\cdot L,}
gdzie:
{\displaystyle R_{cc}} – szybkość, z jaką cywilizacja dążąca do komunikacji będzie powstawać,
{\displaystyle L} – średni czas, przez jaki będzie próbować to uczynić.

### Współczynniki
Współczynnik {\displaystyle L} określa średni czas, przez jaki cywilizacja będzie próbowała skontaktować się z inną. Ten współczynnik pomaga w określeniu, ile w danym momencie cywilizacji jest zdolnych do kontaktu. Biorąc pod uwagę naszą Galaktykę, cywilizacja ziemska nie powinna być brana pod uwagę, gdyż na chwilę obecną jeszcze nie próbuje poważnie skontaktować się z innymi.
Optymistyczne założenia wskazują na wartość {\displaystyle L} wynoszącą milion lat. Bardziej sceptyczne (a zarazem bardziej prawdopodobne) założenia to 10-100 tysięcy lat.
Współczynnik {\displaystyle R_{\star }} oznacza szybkość powstawania gwiazd w Galaktyce. Musi być to gwiazda dostatecznie długo istniejąca i gorąca, by mogło wytworzyć się inteligentne życie. Musi więc być to gwiazda słońcopodobna. Miliardy lat temu wartość tego warunku była większa niż obecnie, lecz jej nie znamy. Obecnie ma wartość zbliżoną do 1.
Dokładnie {\displaystyle R_{\star }} wyznacza liczbę „odpowiednich” gwiazd powstających w ciągu 1 roku. Ocenia się, że w naszej Galaktyce powstaje średnio jedna gwiazda rocznie. Kilka miliardów lat temu było to około 3-5 gwiazd w ciągu roku. Właśnie te starsze gwiazdy determinują liczbę powstających cywilizacji. Jednak nie wszystkie te gwiazdy są „odpowiednie”. Muszą one spełnić dwa podstawowe warunki:
- muszą zapewniać ciepło przez wystarczająco długi czas, by powstało inteligentne życie – ten warunek eliminuje gwiazdy dużo masywniejsze od Słońca, ponieważ ich czas życia jest zbyt krótki,
- muszą zapewniać ciepło w odpowiedniej ilości – im mniejsza gwiazda, tym mniej daje ciepła i tym bliżej niej musi znajdować się planeta, aż dojdzie do wielkości granicznej, po której zostanie tak związana z gwiazdą, że tylko jej jedna część będzie oświetlana, a druga pozostanie ciemna i zimna, co uniemożliwia powstanie życia.

Gwiazdy o typie widmowym F, G i K są najodpowiedniejsze dla powstania życia w obrębie ich układu. Stanowią one około 10% wszystkich gwiazd, więc wynika z tego, iż współczynnik {\displaystyle R_{\star }} wynosi 0,3 do 0,5 rocznie.
Współczynnik {\displaystyle f_{p}} wyznacza odsetek gwiazd mających planety. Dokładna wartość nie jest znana, jednak odkrywane są ciągle kolejne układy powstałe na bazie gwiazd słońcopodobnych, co świadczy o ich powszechności. Wartość może wynosić od 1 do 5, czyli 0,2.
Aby mógł powstać układ planetarny, chmury pyłu poruszające się ruchem rotacyjnym, muszą zachować moment pędu. Mają go wtedy, gdy gwiazda nie obraca się zbyt gwałtownie – moment pędu przenosi się w inne miejsce. Współczesne obserwacje wskazują, że około połowa powstających gwiazd będzie miała swoje planety.
Współczynnik {\displaystyle n_{e}} to liczba planet, na których może powstać życie w typowym układzie słonecznym. Naukowcy oszacowali tę wartość jako 1.
Naukowcy w 1961 roku, po raz pierwszy omawiając ten współczynnik, ocenili, iż jego wartość wynosi od 1 do nawet 5. Wynikało to z twierdzenia, iż większość gwiazd posiada podobny układ do Układu Słonecznego. Obecnie dokładniejsze skale występowania planet tellurycznych (podobnych do Ziemi) determinują skorygowanie przez współczesnych naukowców tej wartości do 0,2, a nawet 0,02.
Na Ziemi życie pojawiło się zaraz po pojawieniu się odpowiednich warunków. Współczynnik {\displaystyle f_{l}} może być wysoki – około 0,1. Zmienna posiada tak optymistycznie wysoką wartość ze względu na obecność aminokwasów i złożonych związków organicznych (podstawowych budulców życia) w meteorytach, kometach i pyłach w przestrzeni międzyplanetarnej.
Współczynnik {\displaystyle f_{i}} wyznacza odsetek form życia zdolnych do wyewoluowania w inteligentną cywilizację. Ewolucja jest bardzo trudna i długa, a dodatkowo utrudniają ją możliwe katastrofy (np. komety). Ta zmienna jest bardzo trudna do oszacowania. Na temat tego czynnika odbyło się najwięcej dyskusji. Nie wiadomo, czy ewolucja zawsze prowadzi do powstania inteligentnych form życia.
Współczynnik {\displaystyle f_{c}} wyznacza odsetek cywilizacji, które spróbują skomunikować się z innymi w Galaktyce. Obecnie nasza cywilizacja do nich nie należy. Ta zmienna również jest bardzo trudna do oszacowania. Wartość tego współczynnika może wynosić w najlepszym razie od 0,001 do 0,01.
Wcześniej próbowano oszacować liczbę ciał niebieskich (planet i księżyców) znajdujących się we wszechświecie. Przyjął wariant pesymistyczny, to znaczy zaniżone nieco wszystkie liczby. Założył, że liczba 174, określająca liczbę ciał w naszym układzie, jest powyżej średniej. Średnią liczbę ciał w układzie gwiezdnym określił na 20 (4 planety i 16 księżyców). Średnią liczbę gwiazd w galaktyce określimy na 100 miliardów.
Szacunkowa liczba planet we wszechświecie:
```
 
 
100 000 000 000 galaktyk
* 100 000 000 000 gwiazd
* 4 planety
= 40 000 000 000 000 000 000 000
```

Szacunkowa liczba księżyców we wszechświecie:
```
 
 
100 000 000 000 galaktyk
* 100 000 000 000 gwiazd
* 16 księżyców
= 160 000 000 000 000 000 000 000
```

Szacunkowa liczba planet i księżyców w sumie wynosi więc:
```
 
 
 
40 000 000 000 000 000 000 000 planet
+ 160 000 000 000 000 000 000 000 księżyców
= 200 000 000 000 000 000 000 000
```

Jak wiele ciał jest zamieszkałych?
Oszacował liczbę ciał, na jakich potencjalnie mogą istnieć warunki do zaistnienia życia. Teraz postarał się ustalić, na jak wielu z nich faktycznie wytworzyły się jakiekolwiek formy życia. Ponownie brał pod uwagę wariant pesymistyczny i zakładamy, że tylko jedno ciało na milion, z potencjalnie nadających się do życia, jest zamieszkane:
200 000 000 000 000 000 / 1 000 000 = 200 000 000 000
Wariant pesymistyczny dał liczbę 200 miliardów ciał zamieszkanych przez formy życia.

### Inteligentne formy życia
Zatem zgodnie z założeniami, raz na 4 miliardy lat pojawiają się inteligentne istoty, żyją przez 100 tysięcy lat, a następnie ślad po nich zanika. Sytuacja taka ma miejsce na 200 miliardach ciał zamieszkanych przez formy życia:
200 000 000 000 {\displaystyle \cdot } (100 000 / 4 000 000 000) = 5 000 000
Nasze pesymistyczne szacowania pozwoliły nam uzyskać liczbę 5 milionów inteligentnych cywilizacji zamieszkujących obecnie kosmos.
Spróbował oszacować, jak wiele z tych 5 milionów cywilizacji to cywilizacje potrafiące do nas przylecieć z dowolnego miejsca we wszechświecie (przy założeniu, że prędkość światła jest przekraczalna). Ponownie przyjął pesymistycznie, że tylko ostatnie 5 tysięcy lat istnienia każdej cywilizacji pozwala tego dokonać:
5 000 000 {\displaystyle \cdot } (5 000 / 100 000) = 250 000
Według pesymistycznych szacunków istnieje zatem 250 tysięcy wysokorozwiniętych cywilizacji, które są zdolne fizycznie nas odwiedzić.

### Inne równania
Istnieją też różne inne wersje wzoru Drake’a z większą liczbą współczynników, ale ich idea jest podobna.

## Wynik
Niektórzy uważają, że ze względu na trudność określenia wielu z tych współczynników, równanie Drake’a nie ma większego znaczenia praktycznego.
Zależnie od doboru wartości wynik oscyluje w granicach od jedności do wielu milionów. Zwolennicy równania uważają jednak, że jego głównym celem jest oddanie istoty procesu powstawania technologicznej cywilizacji. Jest to model określający liczbę zdarzeń stojących na drodze powstania cywilizacji. Najprawdopodobniej wraz z postępem w astronomii, wartości przynajmniej niektórych współczynników zostaną dokładniej sprecyzowane.
Liczba obserwowanych cywilizacji technicznych w naszej galaktyce jak na razie wynosi 1 (cywilizacja ziemska). Ten prosty fakt w połączeniu z oszacowaniami rozwiązania równania Drake’a prowadzi do paradoksu Fermiego.
W 2018 r. ukazała się publikacja naukowa, w której autorzy z Instytutu Przyszłości Ludzkości na Uniwersytecie Oksfordzkim zastosowali nowy model rozwiązania równania Drake’a z użyciem rozkładów prawdopodobieństwa. Wynika z niej, że prawdopodobieństwo, że jesteśmy jedyną zaawansowaną cywilizacją w naszej galaktyce oraz w całym obserwowalnym wszechświecie wynosi odpowiednio 53–99,6% i 39–85%.